# Château de Lafauche
Le château de Lafauche est un ancien château fort situé sur la commune de Lafauche dans la Haute-Marne, à 40 km de Chaumont, préfecture du département. Construit au sommet d'une colline, il était très vaste, bien fortifié, ceint d'un mur de 1,5 mètre d'épaisseur et flanqué de dix-huit tours.

## Description

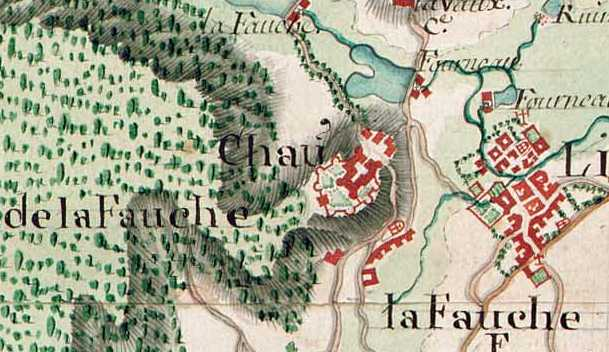
Lafauche sur la carte des Naudin, datant du milieu du XVIIIe siècle.

Le château de Lafauche a été reconstruit à la fin du XVe siècle, solidement bâti et bien distribué par Jean de Baudricourt, pour soutenir un long siège d'artillerie. Il était alors sur la frontière du royaume de France, face au duché de Bar et au duché de Lorraine. On peut encore apercevoir, sur une petite colline dite le Châtelot, des ouvrages pour protéger le château et arrêter les assiégeants. On en trouve d'autres, sur différentes éminences environnantes.
Deux ponts-levis donnaient accès dans l'enclos et au-dessus de la porte principale dite des Griffons, on retrouve les armes de France et celles de Lorraine sur la porte de la tour féodale. Cette tour était un immense donjon à trois étages que desservait un escalier de pierre.
On montait à cette tour par un escalier en pierres de taille, sur le portique duquel étaient gravées les armoiries de France.
Des escaliers étroits, recouverts, conduisaient de ce donjon à quatre autres tours rondes et moins élevées, construites sur la même ligne que la grande tour, deux à droite et deux à gauche.
La chapelle castrale qui prenait place près du donjon, sous le patronage de saint André, a été fondée par Jean de Baudricourt en 1495. À côté, on remarque un autre bâtiment où se trouvaient une vaste cuisine et une immense salle avec un cabinet attenant ; un puits avait été creusé dans la basse-cour.
Il y avait des souterrains et des prisons d'une profondeur importante (dans la tour appelée tour Lardier, la première tour ronde à droite du donjon).

## Historique
Le premier château aurait été bâti au XIe siècle, suivant le millésime trouvé sur une serrure d'une porte de la bâtisse.
Lafauche a été le chef-lieu d'une importante baronnie jusqu'à la Révolution ; elle faisait partie du doyenné de Reynel, diocèse de Toul et dépendait de l'élection et du bailliage de Chaumont, prévôté d'Andelot.

### Famille de Lafauche
Le premier seigneur connu fut, au milieu du XIIe siècle, Hugues Ier de Lafauche qui sera suivi par Hugues II, puis Hugues III le Noir (1187-1237) qui donne en 1223 le fief d'Ecot à Girard Le Bègue. Il est marié à Béatrice de Bourlémont dont il a quatre enfants connus : Hugues IV de Lafauche, Gauthier, Alain et Berghole.
Pierre de La Fauche, seigneur du lieu, épouse en 1252 Agnès de Choiseul, fille de Renard II de Choiseul, et décède en laissant des enfants mineurs avant 1273, date à laquelle son second mari Jacques Ier de Bayon administre ses biens et ceux de son fils Jean II de Lafauche qui épouse en 1290 Jeanne de Charny, dont il aura au moins un fils, Jean III de Lafauche qui épouse Marguerite de Neufchâtel et décède en 1273 sans héritier.

### Famille de Baudricourt-Amboise
Dans la seconde moitié du XVe siècle, Lafauche appartenait à Antoine de Luxembourg et sa femme Antoinette de Bauffremont. Vers 1473, Jean de Baudricourt, bailli de Chaumont, futur maréchal de France et gouverneur de Bourgogne, leur achète la baronnie. C'est lui qui reconstruit le château. Il en fait une forteresse moderne, adaptée à l'artillerie, grâce à ses moyens financiers considérables et en prenant pour modèle les citadelles de Dijon, Beaune et Auxonne qu'il construit pour le roi dans son gouvernement de Bourgogne. Il fonde également une chapelle dans le château.
Pendant les guerres entre Bourgogne et Lorraine, les troupes de Charles le Téméraire l'auraient assiégé sans succès.
Le maréchal de Baudricourt meurt en 1499 sans enfants, la baronnie passe à la famille d'Amboise. La nièce de Baudricourt, Catherine de Saint-Belin, dame de Sexfontaines, avait épousé en 1474 Jean IV d'Amboise, seigneur de Bussy, lieutenant de son oncle en Bourgogne.
Au XVIIe siècle, la baronnie appartient à Henri II de Lorraine, comte de Chaligny, et de Moy, qui institue en 1670 comme héritier universel Procope Hyacinthe Joseph de Ligne, seigneur de Lafauche, comte de Chaligny et de Moy, et épouse en 1682 Anne-Catherine de Broglie dont il aura un fils, Claude Lamoral Hyacinthe de Lorraine (1690-1755).

### Famille Crozat
Au début du XVIIIe siècle, le richissime banquier Antoine Crozat acquiert Lafauche avec les principales seigneuries du bailliage de Chaumont-en-Bassigny : Vignory, Semilly, Sexfontaines et Marbéville. Ce sera son dernier fils Louis Antoine Crozat (1699-1770), qui sera lieutenant général de Champagne et héritera de Lafauche.
Sa fille Louise Crozat de Thiers épouse en 1752 le maréchal de Broglie qui est considéré comme le propriétaire de Lafauche au moment de la Révolution.

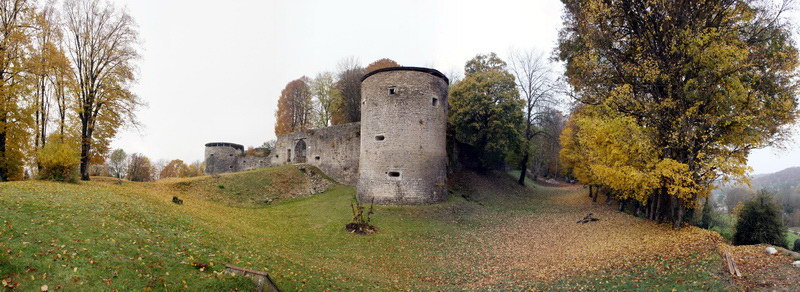
Panoramique du château en automne 2009
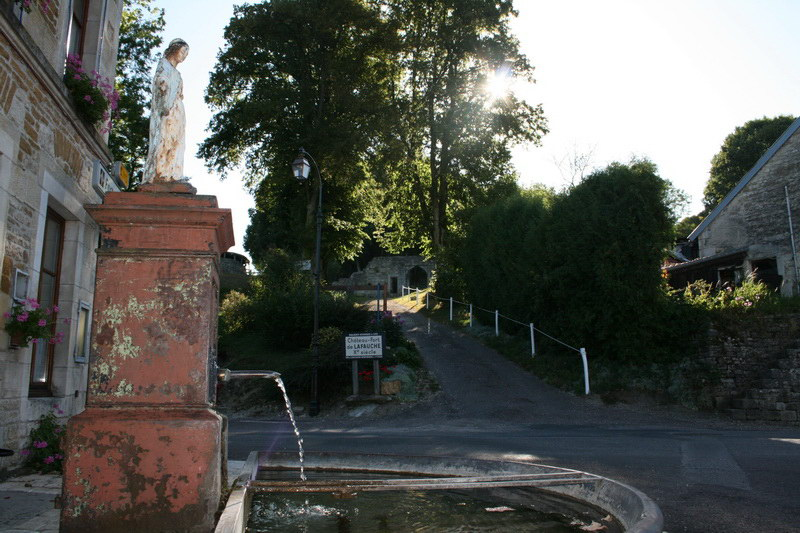
Fontaine à l'entrée du château Lafauche
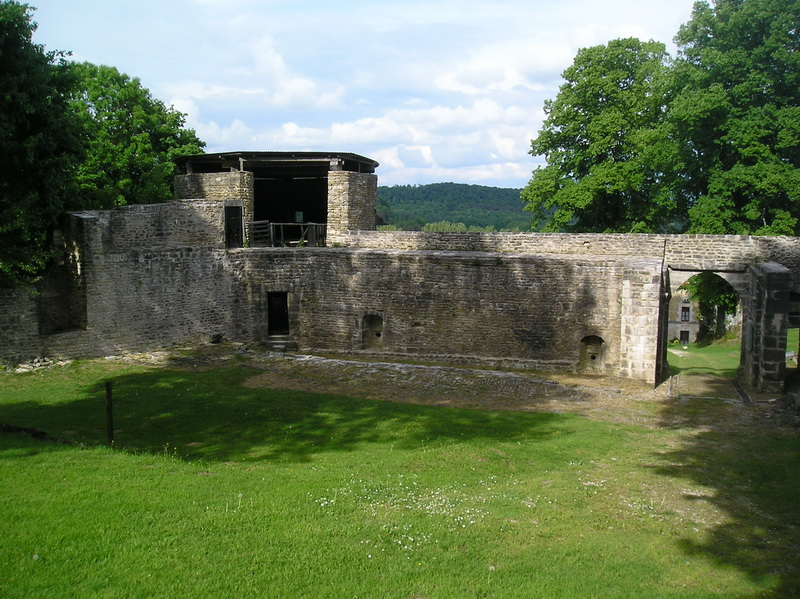
Photo cour du château
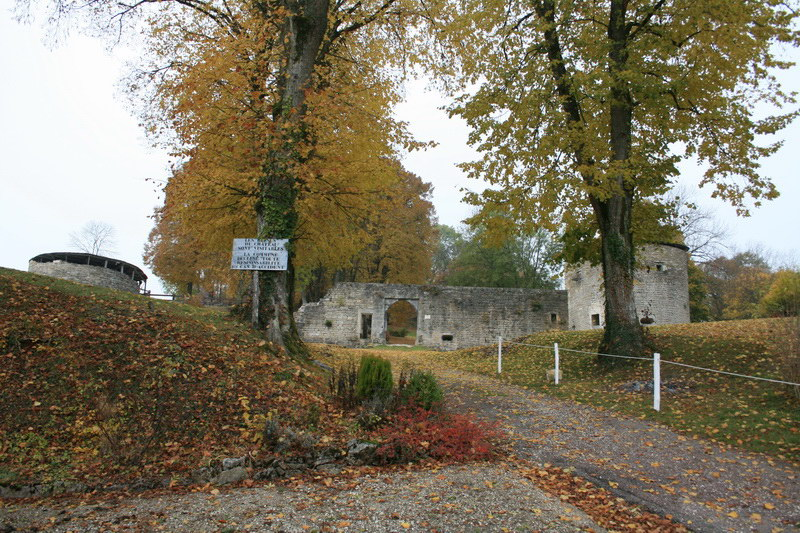
Château en automne
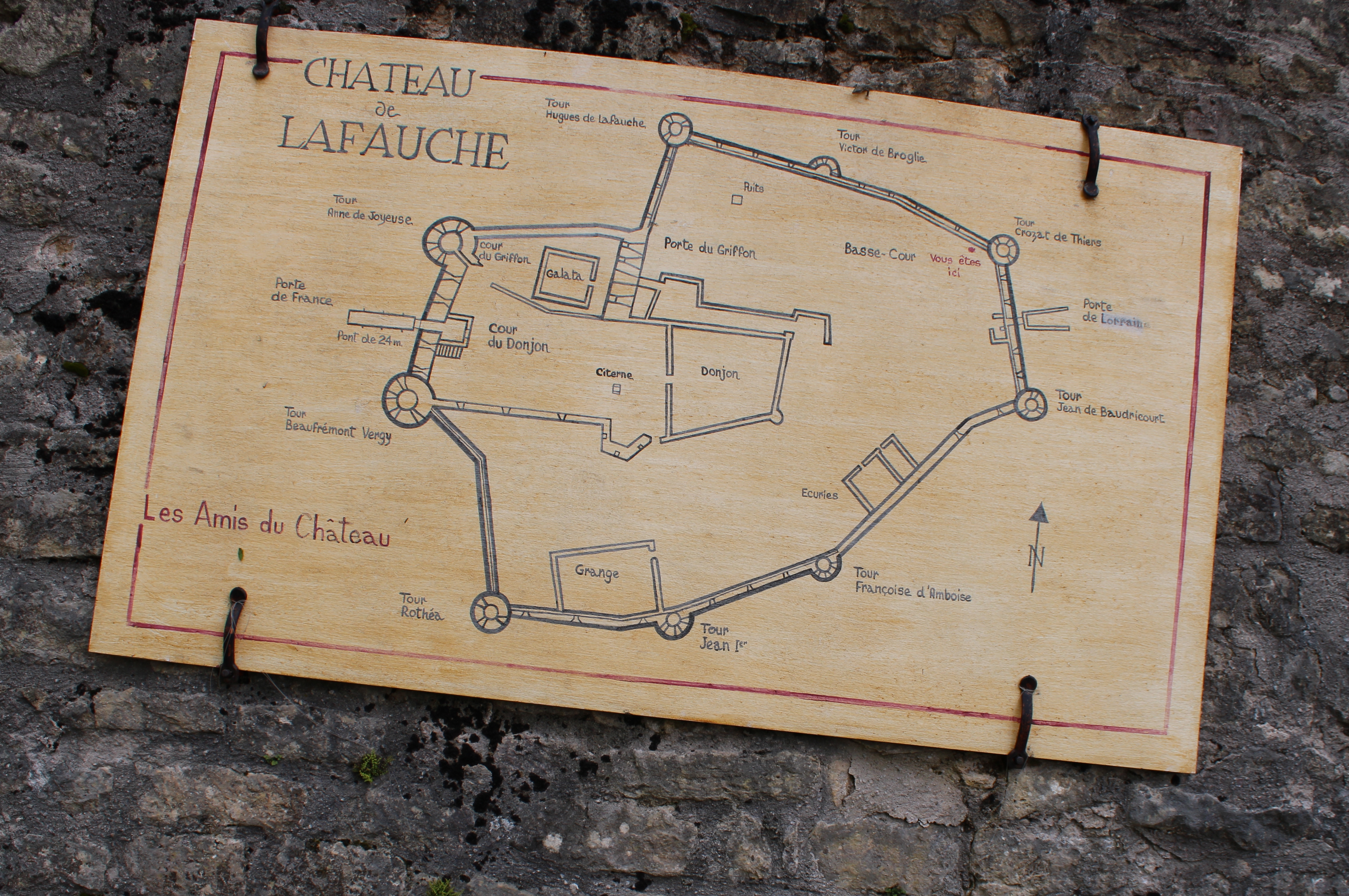
Plan du château.
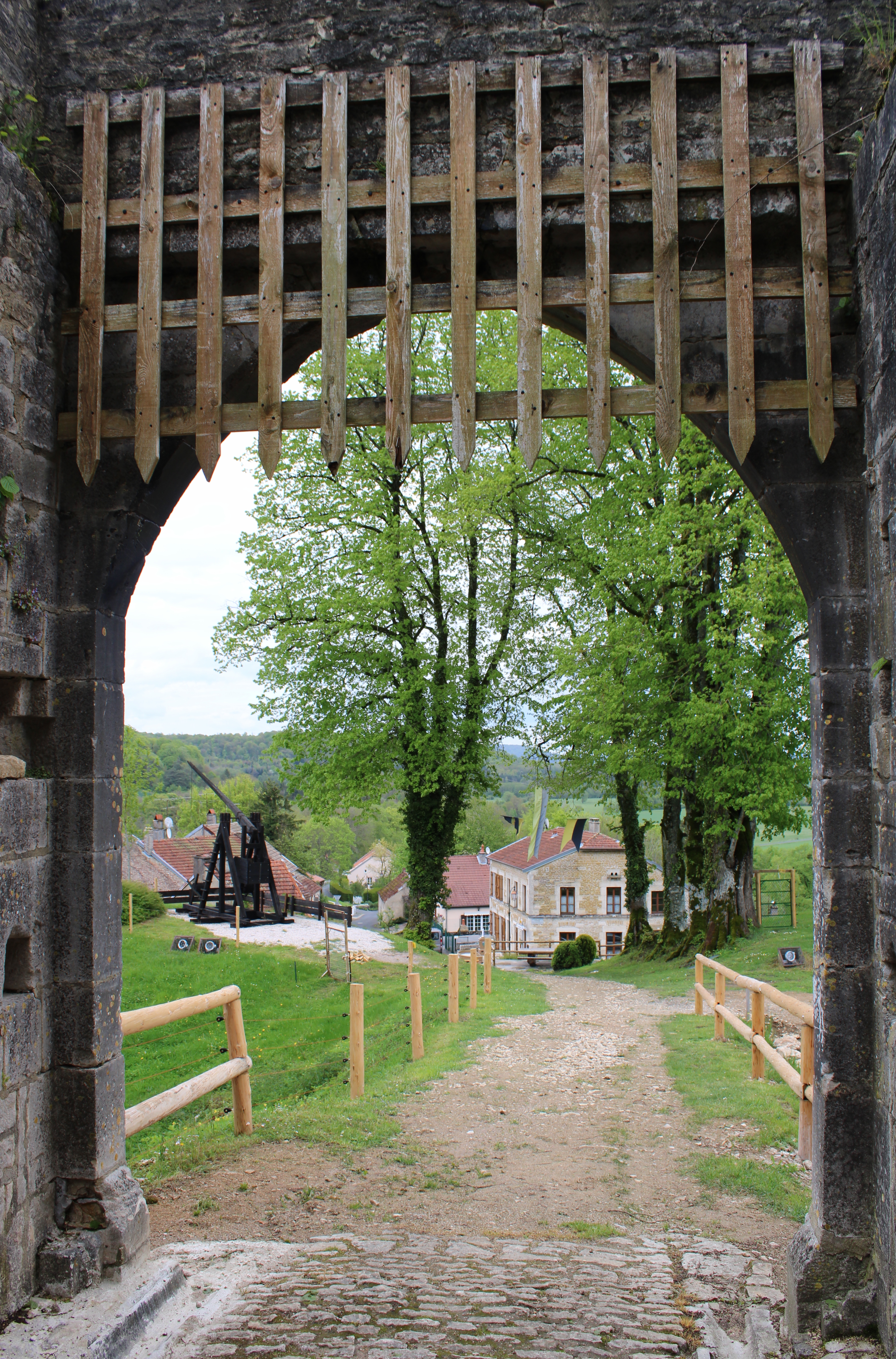
Entrée du château.
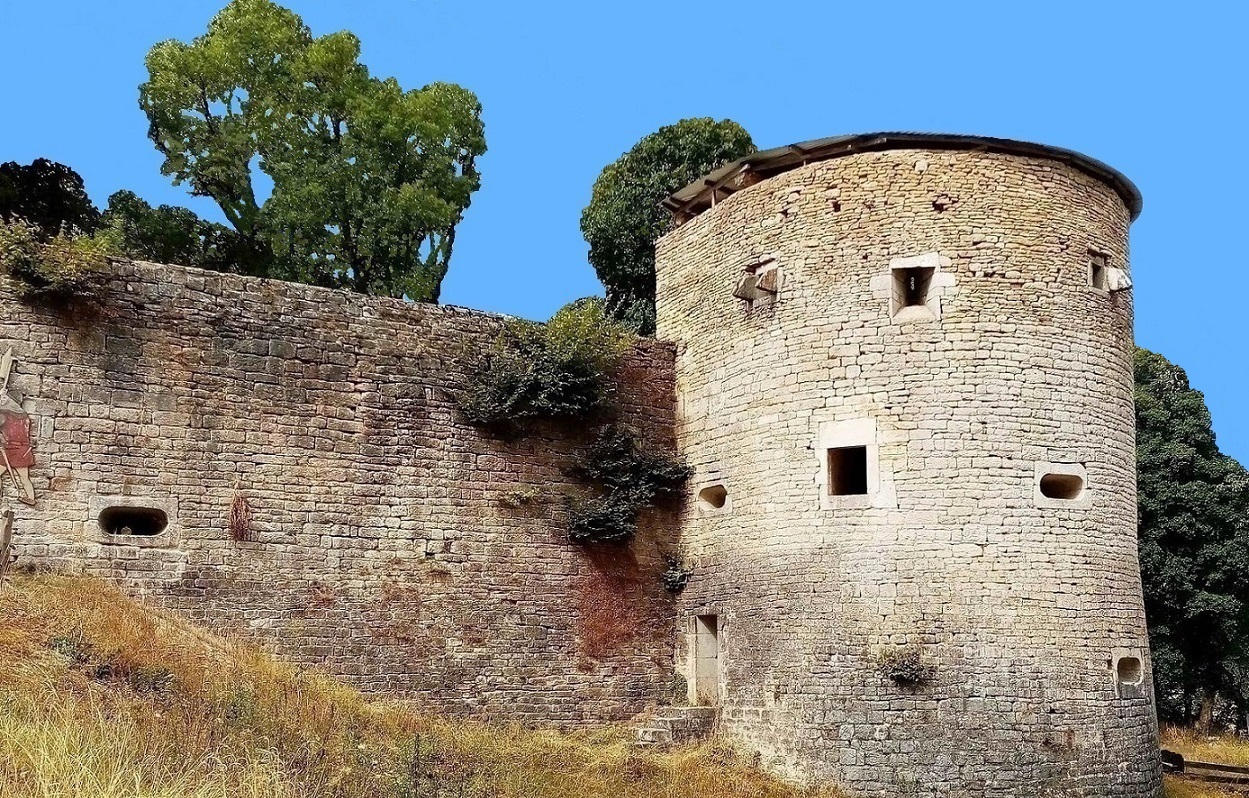
Les ruines du château